# George Harrison: Living in the Material World
George Harrison: Living in the Material World is een Amerikaanse muziekdocumentaire uit 2011 over George Harrison, de hoofdgitarist van de Britse rockgroep The Beatles. De docu werd geregisseerd door Martin Scorsese en won twee Emmy Awards.

## Inhoud
De documentaire vertelt het levensverhaal van George Harrison, die in de jaren 1960 als lid van de Britse rockgroep The Beatles uitgroeide tot een wereldster. Er wordt ook dieper ingegaan op zijn reizen naar India en de invloed van de Indiase cultuur op zijn muziek. Zijn leven wordt gereconstrueerd aan de hand van archiefbeelden en interviews met familieleden, vrienden en collega's.

## Verschijningen
De volgende personen komen in de documentaire aan bod:
| - Neil Aspinall - John Barham - Jane Birkin - Pattie Boyd - Eric Clapton - Ray Cooper - Bob Dylan - Terry Gilliam - Mukunda Goswami - George Harrison - Dhani Harrison - Olivia Harrison - Harry Harrison - Irene Harrison |  | - Louise Harrison - Pauline Harrison - Peter Harrison - Damon Hill - Eric Idle - Arthur Kelly - Jim Keltner - Astrid Kirchherr - Paul Lanzanic - Jeff Lynne - George Martin - Paul McCartney - Gary Moore - Gordon Murray |  | - Yoko Ono - Roy Orbison - Tom Petty - Billy Preston - Ken Scott - Ravi Shankar - Phil Spector - Ringo Starr - Jackie Stewart - Joan Taylor - Klaus Voormann - Gary Wright |

## Productie
Na het overlijden van George Harrison in november 2001 werd zijn weduwe Olivia door verscheidene productiebedrijven benaderd om een film te maken over zijn leven en muziekcarrière. Ze weigerde op de aanbiedingen in te gaan omdat ze zijn levensverhaal wilde vertellen aan de hand van zijn videoarchief. Uiteindelijk kreeg regisseur en producent Martin Scorsese de toestemming om een documentaire te maken. In 2008 en 2009 combineerde Scorsese het maken van de muziekdocumentaire met de opnames van zijn film Shutter Island.
De docu ging op 2 september 2011 in première op het Telluride Film Festival. Op 2 oktober 2011 volgde de première in de Foundation for Art and Creative Technology in Liverpool, de geboortestad van Harrison. Nadien werd de docu opgesplitst in twee delen, die op 5 en 6 oktober 2011 voor het eerst werden uitgezonden op betaalzender HBO. Een maand later volgde er ook een Britse uitzending op BBC Two.

## Titel
De titel van de docu verwijst naar het album Living in the Material World, dat in 1973 werd uitgebracht. Het was het vierde soloalbum van Harrison. Het album bevat ook een nummer met dezelfde titel.

## Prijzen

### Emmy Award(2012)
- Outstanding Directing for Nonfiction Programming – Martin Scorsese
- Outstanding Nonfiction Special – Martin Scorsese, Emma Tillinger Koskoff, Margaret Bodde, Blair Foster, Olivia Harrison, Nigel Sinclair, HBO

## Deluxe Edition
De Deluxe Edition van de documentaire bevatte ook een compilatiealbum van Harrison. Het album, getiteld Early Takes: Volume 1, werd in 2012 uitgebracht op cd, lp en als digitale download.
1. "My Sweet Lord (Demo)" – 3:33
2. "Run of the Mill (Demo)" – 1:56
3. "I'd Have You Anytime (Early Take)" – 3:06
4. "Mama You've Been on My Mind (Demo)" – 3:04
5. "Let It Be Me (Demo)" – 2:56
6. "Woman Don't You Cry for Me (Early Take)" – 2:44
7. "Awaiting on You All (Early Take)" – 2:40
8. "Behind That Locked Door (Demo)" – 3:29
9. "All Things Must Pass (Demo)" – 4:48
10. "The Light That Has Lighted the World (Demo)" – 2:23